# Louise Dobson
Louise Dobson, född den 1 september 1972 i Shepparton, Australien, är en australisk landhockeyspelare.
Hon tog OS-guld i damernas landhockeyturnering i samband med de olympiska landhockeytävlingarna 1996 i Atlanta.